# 원통형 궁륭

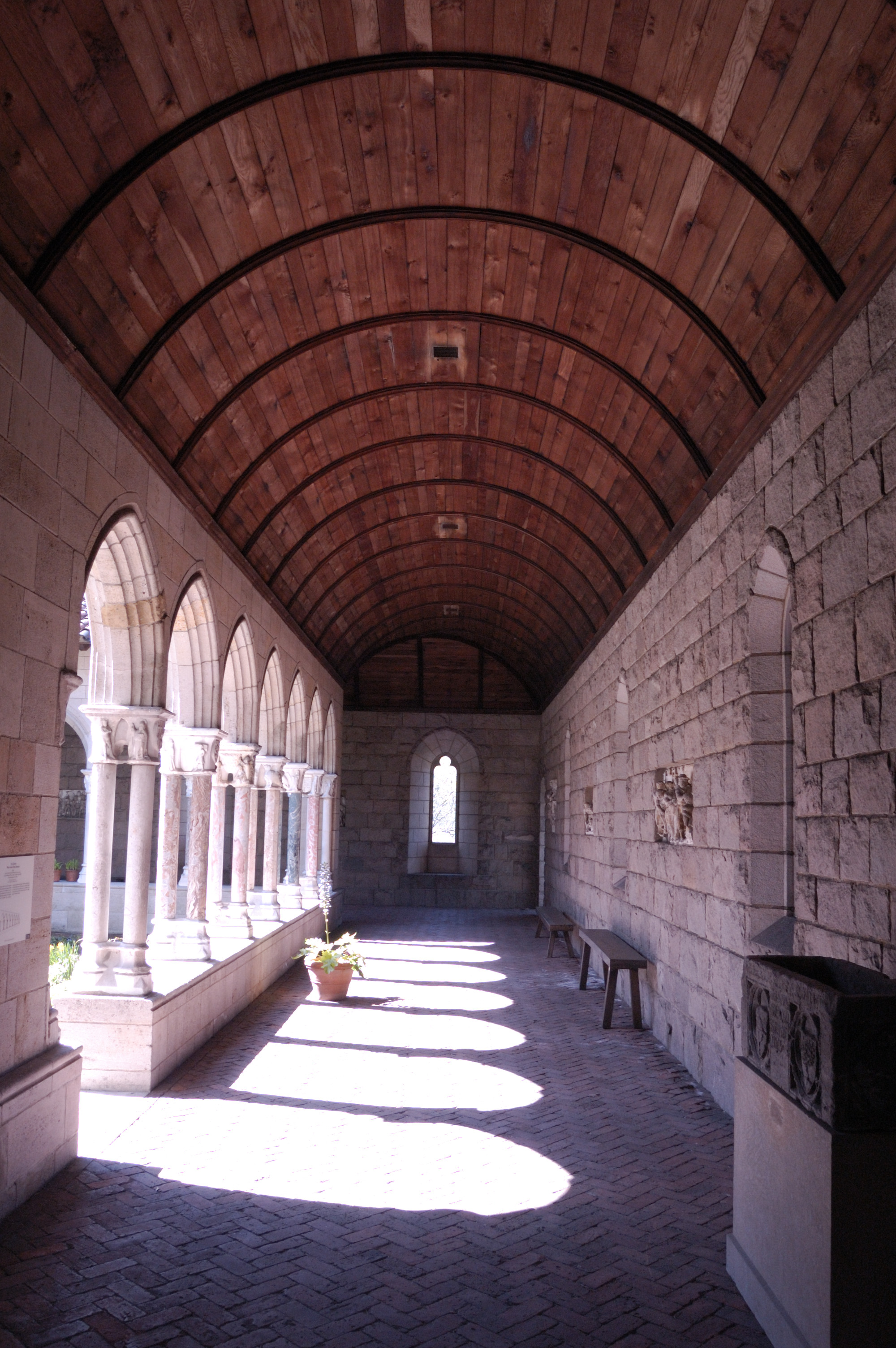

원통형 궁륭(barrel vault)은 홍예가 연속됨으로써 만들어지는 가장 기본적인 궁륭이다.

## 같이 보기
- 쐐기돌
- 로마네스크 건축